# Opel 9/10 PS
Der Opel 9/10 PS war ein PKW der Mittelklasse, den die Adam Opel KG 1903 bis 1906 als Nachfolger des Modells 12 PS baute.

## Geschichte und Technik
Der Vorgänger 12 PS, der ansonsten weitgehend dem weiterhin gebauten Modell 10/12 PS entsprach, mit seiner moderneren Konstruktion System Darracq aber leichter und schneller war, verkaufte sich aber so schlecht, dass seine Fertigung bald eingestellt werden musste. Er war zu teuer und deshalb legte Opel ein neues Modell mit schwächerem Motor auf, das ganze 700 RM billiger angeboten werden konnte.
Der Motor des 9/10 PS war, wie der des Vorgängers,  ein Zweizylinder-Reihenmotor mit 1885 cm³ Hubraum (Bohrung × Hub = 100 mm × 120 mm). Er leistete allerdings nur 9 PS (6,6 kW) bei 1200/min.  Der seitengesteuerte Motor mit T-Kopf war wassergekühlt. Die Motorleistung wurde über eine Lederkonuskupplung, ein Dreiganggetriebe mit sequentieller Lenksäulenschaltung und eine Kardanwelle an die Hinterachse weitergeleitet. Die Höchstgeschwindigkeit der Wagen lag bei 50 km/h.
Der Rahmen bestand aus Stahlblech-U-Profilen. Die Holzarmierung des Vorgängers war entfallen. Die beiden Starrachsen waren an halbelliptischen Längsblattfedern aufgehängt. Die Betriebsbremse wirkte auf die Getriebeausgangswelle. Die Handbremse war als Bandbremse ausgeführt, die auf die Hinterräder wirkte.
Es gab zwei Karosserievarianten, einen zweisitzigen Phaeton und einen viersitzigen Tonneau. Das Coupé wurde nicht mehr angeboten. Die billigste Variante (Phaeton) kostete 6500 RM.
1906 wurde der Bau des 12 PS eingestellt. Er blieb ohne Nachfolger.